# Río Pucará
Le río Pucará est un cours d'eau du nord-ouest de l'Argentine. C'est un affluent en rive droite du río Calchaquí, lui-même cours supérieur du río Juramento. C'est donc un sous-affluent du rio Paraná par le río Calchaquí, le río Juramento, et enfin par le río Salado del Norte.
Sa vallée fait partie des Vallées Calchaquies, au même titre que celles du río Calchaquí, du río Chuscha ou du río Santa María.

## Géographie
Le río Pucará nait sur les versants nord-ouest de la Sierra de Quilmes, dans la province de Salta, et coule globalement du sud-ouest vers le nord-est. 
Il conflue avec le río Calchaquí en rive droite, au niveau d'Angastaco, un peu en amont de la localité de Las Flechas.
La superficie de son bassin versant est de plus ou moins 2 550 km2.
Le río Pucará, coulant en grande partie le long du rebord nord-ouest de la sierra de Quilmes, est assez mal exposé aux masses d'air humide venues de l'est. Il est donc relativement peu abondant, nettement moins que le río Chuscha, son voisin oriental.

## Hydrologie
Le río Pucará a un régime permanent de type glaciaire, avec un débit maximal pendant les mois d'été. 

### Hydrométrie - les débits mensuels à El Angosto
Les débits de la rivière ont été observés sur une période de 23 ans (1940-1963) à la station hydrométrique d'El Angosto située dans la province de Salta, à quelque 20 kilomètres de son confluent avec le río Calchaquí, et ce pour une superficie prise en compte de 2 400 km2, soit plus de 90 % du bassin versant total. 
À El Angosto, le débit annuel moyen ou module observé sur cette période était de 3,55 m3/s ,.
La lame d'eau écoulée dans le bassin versant de la rivière atteint ainsi le chiffre de 
46,6 millimètres par an, ce qui est modéré, mais assez consistant dans cette région généralement fort déséchée.